# عبد الله خلف
عبد الله خلف حسين التيلجي، كاتب وأديب وناقد وإعلامي كويتي.

## نشأته
ولد في الكويت بتاريخ 13 نوفمبر 1937م في منطقة شرق،  والده خلف التيلجي من أوائل العاملين في إدارة البريد في دولة الكويت عند تأسيسها، والذي اكتسب لقبه من خلال المهنة التي زاولها، فكلمة التيلجي مشتقة من كلمة "التيل التي كانت تطلق على البرقية والمشتقة من كلمة Telegraph. كما صار مديرا للجوازات في بداية الخمسينات.
ساعدت نشأته في بيئة محبة للتعلم والقراءة في تنمية شخصيته الأدبية، فبالإضافة إلى تأثره بوالده الذي كان مهتما بالمعرفة وبتعليم أبناءه، فهو الشقيق الثالث للشاعر الكويتي المعروف فاضل خلف والمحامي خالد خلف الذي شغل منصب رئيس تحرير مجلة رسالة النفط وأصدر بعد ذلك جريدة الشعب.
درس الابتدائية في مدرسة الشرقية، والمتوسطة في مدرسة الصباح، أما الثانوية فدرسها بثانوية الشويخ. حصل على ليسانس آداب من قسم اللغة العربية والدراسات الإسلامية في جامعة الكويت عام 1969م. وفي عام 1974 حصل على دبلوم ماجستير من الجامعة اليسوعية في بيروت.

## المناصب التي شغلها
- من 17 يوليو 1960م إلى 27 أبريل 1988م عمل موظف في وزارة الإعلام.
- شغل منصب رئيس قسم ثم مراقب للبرامج الأدبيه والثقافية منذ عام 1963م إلى عام 1988م.[3]
- شارك في تأسيس مسرح الخليج في الكويت عام 1963م.
- عضو رابطة الأدباء الكويتيين منذ عام 1964م.
- منح منصب أمين الصندوق لرابطة الأدباء الكويتيين من عام 1993 إلى 1996م.
- اختير لمنصب أمين عام رابطة الأدباء الكويتيين من فبراير 1999 حتى فبراير 2007، وأصبح رئيس تحرير مجلة البيان التي تصدرها الرابطة خلال تلك الفترة.[5]

## مجالات كتاباته
هو أحد رجال الإعلام والأدب في الكويت، واكب النهضة الثقافية والأدبية، وعمل ليصبح له دور راسخ في تطورها، فهو كاتب وناقد. كتب العديد من البحوث والمقالات النقدية والأدبية والثقافية والوطنية، نشرها في مجلة البيان والمجلات والصحف اليومية الكويتية والعربية كذلك.
هو واحد من أعلام الفكر والثقافة، ومن الكويتيين القلائل الذين لهم اهتمامات لغوية في مجال البحث والدراسة والنقد.
يمتاز أسلوب الأديب بالعمق والصدق، والتحليل والنقد، والروح الوطنية، والدقة والذكاء في التعرض لمشكلات وقضايا وطنه ومجتمعه العربي، يبلورها في كلمة لتتعاطف وتندمج مع تجارب الآخرين المتلقين، له قوة خاصة ينفذ بها بهدوء إلى القاريء عن طريق التجربة والإنسانية الناضجة لديه.

## المؤلفات

### الأعمال الإذاعية
- برنامج جولة في عالم الأدب من 1964 حتى 1985.
- الشعر ديوان العرب (يومي) من 1 أكتوبر 1985 إلى 1 أغسطس 1990.
- معارضات ياليل الصبى.
- لهجة الكويت بين اللغة والأدب من 1988 إلى 1989.
- مواقف في حياة الشعراء منذ 1996.
- الشعر والشعراء (برنامج يومي بدأ من شهر يونيو 2006 ومستمر حتى الآن ويذاع الساعة التاسعة إلا ربع).

### الأعمال المطبوعة
- مدرسة من المرقاب (رواية) مطابع دار التهييس – بيروت – 27 يناير 1962، وتعتبر هي الرواية الرائدة في هذا المجال حيث أنها أول رواية كويتية.[5]
- الشعر ديوان العرب (الشعراء الصعاليك) - 1987م المكتب العربي للطباعة - الإستكوزة.
- الشعر ديوان العرب (شعراء المعلقات) - 1987م المكتب العربي للطباعة - الإسكندرية.
- لهجة الكويت بين اللغة والأدب (الجزء الأول) 1988م المكتب العربي للطباعة - الإسكندرية.
- لهجة الكويت بين اللغة والأدب (الجزء الثاني) 1989م مطبعة الخط.
- عندما غاب الرأي: مراجعات لحادثة الغزو وماحل من دمار - مركز البحوث والدراسات الكويتية 1998.
- أبعاد القضية الفلسطينية، من المناورات الدولية إلى انتفاضة الأقصى مطابع مرآة الأمة 2001.

بالإضافة إلى المقالات والبحوث في الصحف اليومية ومجلة البيان الأدبية.